# Andreoccio Ghinucci
Andreoccio Ghinucci (Siena, prima metà del XV secolo – 1497) è stato un funzionario, politico e vescovo cattolico italiano.

## Biografia
Nato da Gherardo, nobile senese dei Ghinucci (o Cinuzzi), ricoprì a partire dal 1448 numerose cariche civili nell'Italia centrale. Fu podestà di Foligno, di Tarquinia, di Città di Castello e di Terni, e pretore di Norcia.
All'elezione del senese Enea Silvio Piccolomini al soglio pontificio con il nome di papa Pio II (1458), Ghinucci si trasferì a Roma, prendendo i voti ed iniziando la carriera ecclesiastica. Fu scrittore delle lettere apostoliche. Il 12 novembre 1470 venne nominato vescovo di Sovana, succedendo a Tommaso Testa Piccolomini che era stato trasferito alla diocesi di Pienza.
Il 14 maggio 1474 papa Sisto IV lo nominò governatore di Città di Castello.
Nella diocesi di Sovana il vescovo entrò in conflitto con il conte di Pitigliano, Niccolò III Orsini, il quale intendeva farlo sostituire con un proprio fratello. Ghinucci lamentò angherie e continue molestie da parte del conte e nella vicenda intervennero i senesi che nel 1483 chiesero al papa di trasferire l'anziano vescovo presso una sede più tranquilla, come quella di Massa Marittima. Tuttavia, la richiesta non fu accolta dal pontefice.
Sul finire del 1484 il vescovo si recò in rappresentanza dei senesi a porgere l'ossequio al nuovo papa Innocenzo VIII. Chiese nuovamente di essere rimosso dalla sede sovanese e scrisse una lettera a Lorenzo de' Medici affinché intercedesse a suo favore per fargli ottenere la vicina sede di Grosseto.
Il 9 marzo 1489 venne infine nominato vescovo di Grosseto. Morì intorno al 1497.